# Edson Astivia
Rafael Edson Astivia Hernández es un futbolista mexicano jugaba de Defensa su equipo de retiro fue el Correcaminos de la UAT de la Primera División "A" mexicana. actualmente juega Futbol Indoor con el América.

## Trayectoria
Su carrera la desarrolló en dos equipos, el Club América y el Toros Neza. Debutó con el Club América en la temporada 92-93 con apenas 17 años de edad surgido de una camada interesante de jugadores de la talla Rodrigo Lara , Isaac Terrazas, Ignacio Hierro y Cuauhtémoc Blanco se convirtió en solo una promesa no logró destacar como se esperaba.
No pudo evitar el descenso con los Toros y ahora pasa con el otro conjunto Burel, para luchar por la permanencia en el máximo circuito.
Desciende con el Club León y pasó a jugar en la Primera División "A" jugando para los Correcaminos de la UAT donde se retiró.

### Clubes
| Club                   | País                | Año         | Partidos | Goles | Media |
| ---------------------- | ------------------- | ----------- | -------- | ----- | ----- |
| Club América           | México              | 1992 - 1994 | 3        | 1     | 0.33  |
| Toros Neza             | México              | 1994 - 1996 | 47       | 5     | 0.11  |
| Club América           | México              | 1996 - 1998 | 57       | 1     | 0.02  |
| Toros Neza             | México              | 1998 - 2000 | 45       | 3     | 0.07  |
| Atlético Celaya        | México              | 2000 - 2001 | 29       | 1     | 0.03  |
| Club León              | México              | 2001 - 2002 | 15       | 0     | 0     |
| Correcaminos de la UAT | México              | 2002 - 2003 | 3        | 0     | 0     |
| Total en su carrera    | Total en su carrera | 1992 - 2003 | 199      | 11    | 0.06  |

## Selección nacional
Su primera convocatoria se dio durante la era de Bora Milutinovic en 1996.

### Participaciones en Copa Oro
| Copa                            | Sede           | Resultado |
| ------------------------------- | -------------- | --------- |
| Copa de Oro de la CONCACAF 1996 | Estados Unidos | Campeón   |

### Partidos internacionales
| # | Fecha               | Rival       | Sede      | Estadio             | Resultado | Competición                     |
| - | ------------------- | ----------- | --------- | ------------------- | --------- | ------------------------------- |
| 1 | 11 de enero de 1996 | San Vicente | San Diego | Jack Murphy Stadium | 5 - 0     | Copa de Oro de la Concacaf 1996 |
| 2 | 14 de enero de 1996 | Guatemala   | San Diego | Jack Murphy Stadium | 1 - 0     | Copa de Oro de la Concacaf 1996 |
| 3 | 8 de julio de 1996  | Bolivia     | San José  | Cotton Bowl         | 1 - 0     | Copa USA 1996                   |

## Palmarés

### Copas internacionales
| Título                     | Club                | País           | Año  |
| -------------------------- | ------------------- | -------------- | ---- |
| Copa de Oro de la Concacaf | Selección de México | Estados Unidos | 1996 |
| Copa USA                   | Selección de México | Estados Unidos | 1996 |